# Monstera acuminata
Monstera acuminata K.Koch – gatunek wieloletnich, wiecznie zielonych pnączy z rodziny obrazkowatych, pochodzący z obszaru od Meksyku do północnej Ameryki Południowej, zasiedlający lasy deszczowe strefy równikowej.